# Dmitri Chelkak
Dmitri Sergejewitsch Chelkak (em russo:  Дмитрий Сергеевич Челкак; São Petersburgo, janeiro de 1979) é um matemático russo.
Recebeu o Prêmio Salem de 2014.
Foi palestrante convidado do Congresso Internacional de Matemáticos no Rio de Janeiro (2018: Planar Ising model at criticality: state-of-the-art and perspectives.

## Publicações selecionadas
- com Stanislaw Smirnow: Universality in the 2D Ising model and conformal invariance of fermionic observables, Inventiones Mathematicae, Volume 189, 2012, p. 515–580, Arxiv
- com Stanislaw Smirnow: Discrete complex analysis on isoradial graphs, Advances in Math., Volume 228, 2011, p. 1590–1630
- com E. Korotyaev: Weyl–Titchmarsh functions of vector-valued Sturm–Liouville operators on the unit interval, J. Funct. Anal., Volume 257, 2009, p. 1546–1588
- com E. Korotyaev: Spectral estimates for Schrödinger operator with periodic matrix potential on the real line, Int. Math. Res. Not., 2006
- com P.  Kargaev, E. Korotyaev: Inverse problem for harmonic oscillator perturbed by potential, characterization, Comm. Math. Phys., Volume 249, 2004, p. 133–196
- com David Cimasoni, Adrien Kassel: Revisiting the combinatorics of the two dimensional Ising model, Arxiv, 2015